# Chyna
Chyna (nascida Joanie Christine Laurer, Rochester, 27 de dezembro de 1969 — Redondo Beach, 20 de abril de 2016) foi uma atriz, fisiculturista e lutadora de luta livre profissional norte-americana.
Laurer ganhou fama durante sua passagem na World Wrestling Federation (WWF, agora WWE) durante a Attitude Era com o nome de ringue Chyna, onde ganhou uma vez o WWF Women's Championship e duas vezes o Intercontinental Championship (sendo a única mulher a conquistar esse título), além de integrar o grupo D-Generation X. Chyna foi também uma das únicas mulheres na história da WWF a participar do Royal Rumble, em 1999.
Fora da luta livre, Laurer apareceu duas vezes na revista Playboy, além de participar de inúmeros programas e filmes. Ela foi também conhecida por sua relação tumultuada com o colega lutador Sean Waltman, com quem ela fez uma fita de sexo lançado comercialmente em 2004 como 1 Night in China, que ganhou um AVN Award de título mais vendido em 2006. Ela estrelou mais cinco filmes pornográficos, incluindo Backdoor to China, eleito a melhor fita de sexo de celebridade de 2012.

## Carreira na luta livre profissional

### Intercontinental Champion
O primeiro título Chyna na WWF não foi o título feminino e sim o WWF Intercontinental Championship, no No Mercy de 1999 ela derrotou o então campeão Jeff Jarrett para se tornar a primeira e única mulher a conquistá-lo. Repetiu a conquista em outra oportunidade no SummerSlam de 2000 junto com Eddie Guerrero ao derrotar em uma Mixed Tag Team match o então campeão Val Venis e Trish Stratus. O terceiro reinado de Chyna como intercontinental champion é controverso, esse fato se deve a que a luta ocorrida entre ela e Chris Jericho na edição da SmackDown gravada em 28 de dezembro de 1999 e transmitida dia 30 ter acabado em um double pinfall, com o resultado ambos foram declarados co-vencedores. Esse compartilhamento durou até a edição do Royal Rumble de 2000 quando Jericho derrotou Chyna e ficou como único campeão, esse período não é reconhecido pela WWE.

### Women's Championship
A conquista do WWF Women's Championship ocorreu na WrestleMania X-Seven onde derrotou a então campeã Ivory, foi a única vez em que foi campeã feminina. Manteve o título até sua saída da WWF em 30 de novembro de 2001 quando seu contrato acabou, ela nunca perdeu uma luta em que estivesse em jogo o women's championship, construindo seu legado no wrestler por ser uma mulher incrivelmente forte e talentosa, além de sua coragem enfrentando grandes superstars como Rikishi.

## Morte
Em 20 de abril de 2016, Laurer foi encontrada morta em sua casa em Redondo Beach, Califórnia. Ela estava tomando medicação para Transtorno de ansiedade generalizada e Insônia. Uma declaração oficial foi enviada para sua conta no Twitter, dizendo: "É com profunda tristeza que informamos que hoje perdemos um verdadeiro ícone, uma super-heroína da vida real... Ela vai viver para sempre na memória dos seus milhões de fãs e de todos que a amavam".

## No wrestling
- Finishing and signature moves
  - Pedigree (Double underhook facebuster) - Adotado por Triple H
  - Powerbomb
  - DDT
  - Gorilla press slam
  - Handspring back elbow
  - Jawbreaker
  - Low blow
  - Powerslam
- Wrestlers de quem foi manager
  - D-Generation X
  - Eddie Guerrero
  - The Corporation
  - Triple H
  - The Kat
- Nicknames
  - "The Ninth Wonder of The World"
- Tema de entrada
  - "Break it Down" por the DX Band (com parte de D-Generation X)
  - "No Chance in Hell" por Jim Johnston (como parte The Corporation)
  - "My Time" por e DX Band (associada com Triple H)
  - "Who I Am" por Jim Johnston

## Campeonatos e prêmios
- International Wrestling Federation
  - IWF Women's Championship (1 vez)
- Playboy
  - Cover girl (2 vezes)
- Pro Girls Wrestling Association
  - Rookie of the Year (1996)
- Pro Wrestling Illustrated
  - PWI classificada como a #106 na lista dos 500 lutadores da  PWI 500 em 2000.[16]
- World Wrestling Federation
  - WWF Intercontinental Championship (3 vezes)[5]
  - WWF Women's Championship (1 vez)